# Сайд I ибн Абу Ташуфин
Сайд I ибн Абу Ташуфин, или Саид I ― шестнадцатый правитель Тлемсена из династии Абдальвадидов (1411).

## Биография
После смерти эмира Абу Абдаллы I на трон Тлемсена взошел непопулярный среди населения Абд-ер-Рахман. К этому времени Сайд находился в изгнании при дворе султана Маринидов. Он организовал побег и добрался до Тлемсена, где стал поднимать население на восстание. В мае 1411 года Сайд сверг своего племянника Абд-ер-Рахмана и занял трон. Экономика государства была в упадке, однако Сайд делал большие пожертвования, чтобы укрепить свою власть, и в итоге растратил казну. В то же время Мариниды сделали ставку на брата Сайда Абу Малека, который наладил контакты с берберскими племенами и выступил против Сайда. Когда армия Абу Малека подошла к Тлемсену, Сайд во главе своих сил оставил столицу, и обе стороны заняли позиции на равнине недалеко от города. Наступила ночь, а битва так и не начиналась. Абу Малек пошел на хитрость и, пользуясь тем, что гарнизон Тлемсена выступил вместе с армией Сайда из города, направил в Тлемсен группу солдат, которые, при участии сторонников Абу Малека, заняла ключевые пункты столицы. Затем они подали сигнал факелами со стены. Сайд слишком поздно узнал об этой уловке, и его войска начали покидать его. Сайд почти в одиночестве бежал на восток. Дальнейшая его судьба неизвестна.